# سفارة روسيا في أوكرانيا
سفارة روسيا في أوكرانيا هي أرفع تمثيل دبلوماسي لدولة روسيا لدى أوكرانيا. تقع السفارة في كييف وهي تهدف لتعزيز المصالح الروسية في أوكرانيا.

## وصلات خارجية
- الموقع الرسمي
- قائمة سفارات روسيا
- قائمة السفارات في أوكرانيا